# Joseph Karl Ambrosch
Joseph Karl Ambrosch, tschechisch Josef Karel Ambrož, (* 6. Mai 1759 in Krumau; † 8. September 1822 in Berlin) war ein böhmischer Opernsänger (Tenor) und Komponist.

## Leben
Der Schüler von Jan Antonín Koželuh lebte seit 1791 als Operntenor in Berlin. Seit 1792 gehört er zum Ensemble des Berliner Königlichen Nationaltheaters, das August Wilhelm Iffland seit 1796 führte. Ambrosch trat sowohl in Schauspielen als auch in Opern und Singspielen auf. Eine seiner erfolgreichsten Rollen war die des Gutsbesitzers Weller in Ferdinando Paers Der lustige Schuster, oder: Die verwandelten Weiber. Ein komisches Singspiel in Zwey Akten. (Uraufführung am 25. Mai 1807). In Mozarts Die Zauberflöte sang er zwischen 1806 und 1812 über 21 Mal den Papageno. In Schauspielen spielte er meist kleinere Nebenrollen. In Julius von Voß’ Lustspiel Künstlers Erdenwallen (Uraufführung am 29. Januar 1810) spielte er die Rolle eines Juden.
Gemeinsam mit dem Sänger und Schauspieler Joseph Michael Böheim gab er die dreiteilige Sammlung Freymäurer Lieder heraus, die Werke zahlreicher zeitgenössischer Komponisten enthielten, darunter auch einen großen Teil der von ihm selbst komponierten Lieder. Beide waren Mitglieder der Berliner Freimaurerloge Zur Beständigkeit.
Sein Sohn Julius Ambrosch (1804–1856) war ab 1834 Professor für klassische Archäologie an der Universität Breslau.

## Schüler
- Carl August Friedrich Liberati